# 75569 IRSOL
آي أر أس أو أل (ويعرف أيضًا باسم 75569 آي أر أس أو أل وفق تسمية الكوكب الصغير) (بالإنجليزية: IRSOL)‏ هو كويكب ضمن حزام الكويكبات؛ وترتيبه 75569 من حيث الاكتشاف.
اكتُشف هذا الجُرم الفلكي بواسطة Stefano Sposetti ‏ في 2 يناير 2000.

## وصلات خارجية
- 75569 IRSOL في قاعدة بيانات مختبر الدفع النفاث لأجرام النظام الشمسي الصغيرة

- الاكتشاف · مخطط المدار ·  العناصر المدارية · المعلمات المادية

- 75569 IRSOL على موقع ويكي سكاي: DSS2, SDSS, GALEX, IRAS, Hydrogen α, X-Ray, Astrophoto, Sky Map, Articles and images